# Middle Class
Middle Class fue una banda de punk rock formada en 1976 Santa Ana, California. El debate de si Middle Class, Black Flag o Bad Brains fue la primera banda de hardcore punk continúa hoy en día.
Michael John "Mike" Atta murió de cáncer de riñón y pulmón, el 20 de abril de 2014, a los 53 años de edad.

## Discografía
- Out of vogue (1978)
- Scavenged Luxury (1980)
- Homeland LP Pulse (1982)

### Recopilatorios
- A blueprint for joy 1978-1980 (1995)
- You dag your own grave now die in it! (1996)
- 1978-1979 L.A.P.D. (2002)
- Out of vogue - The hardcore years 1978-1980 (2004)
- Out of vogue - the early material (2008)